# アフガン・ウィッグス
アフガン・ウィッグス（The Afghan Whigs）は、アメリカのロック・バンド。1986年、オハイオ州のシンシナティにて結成された。グランジ・ムーヴメント勃興期と同時期にデビューしながら、R&Bやソウルといった黒人音楽の影響を取り入れた独特の音楽性を展開した。

## 来歴
1986年の暮れ頃にThe Black Republicansを前身として、シンシナティでグレッグ・デュリ（ボーカル、リズムギター）、リック・マッコラム（リードギター）、ジョン・カーリー（ベース）、スティーヴ・アール（ドラムス）の4人で結成。デュリとマッコラムは共にR&Bの趣味を分かち合い、最初にリハーサルとして演奏したのはテンプテーションズの楽曲だった。
1988年2月にデビュー・アルバム『ビッグ・トップ・ハロウィーン』を自主レーベルUltrasuedeよりリリース。翌1989年にサブ・ポップとの契約を交わした。レーベルにとって初となるシアトル以外の出身のバンドだった。1990年4月にセカンド・アルバム『アップ・イン・イット』をリリース。プロデューサーはニルヴァーナやサウンドガーデンの作品で知られるジャック・エンディノが務めた。収録曲の「Retarded」がカレッジ・ラジオでヒットした。
1992年1月にサード・アルバム『コングリゲーション』をリリースし、この頃よりアフガン・ウィッグスの楽曲はより黒人音楽の影響が濃い作風に変わっていった。同年にリリースしたカバーEP『Uptown Avondale』では、R&Bやソウル・アーティストの楽曲をカバーした。その後バンドはティーンエイジ・ファンクラブとアメリカツアーを行った。1993年にメジャー・レーベルであるエレクトラ・レコードと契約し、同年9月に4枚目のアルバム『ジェントルメン』をリリース。トップ・ヒートシーカーズで13位を記録。アルバムはプレスから高く賞賛され、バンド史において最も売り上げの大きいアルバムでもある。
『ジェントルメン』リリース後にデュリは映画『ビューティフル・ガールズ』のサウンドトラックのエグゼクティヴ・プロデューサーを務めた。バンドも映画に楽曲を2曲提供し、映画本編にカメオ出演するなど知名度を高めていった。同時期にニュー・アルバムの制作も進行させ、1996年3月に5枚目のアルバム『ブラック・ラヴ』をリリース。アルバムは全米79位を記録し、ビルボードに初めてチャートインを果たした。アルバム・リリース後のツアーではニール・ヤングのオープニングアクトも務めた。
バンドはエレクトラと袂を分かち、コロムビア・レコードと契約。1998年2月に解散前の最後のアルバムとなる6枚目『1965』をリリース。ライブ・ツアー期間中にデュリはテキサス州オースティンで暴行の被害に遭い、頭部を損傷し昏睡状態に陥るが、2ヵ月後に回復しツアーを続行。その後、デュリが新プロジェクトであるトワイライト・シンガーズを結成するため、バンドは活動休止期間に入る。2001年にバンドは解散を発表した。デュリは解散後、トワイライト・シンガーズの他にガッター・ツインズを結成し活動。マッコラムは2004年にMoon Maanを結成した。

## 再結成
2006年にバンドは一時的に再結成し、『1965』リリース時のメンバーで新曲「I'm a Soldier」と「Magazine」を制作し、2007年1月リリースのコンピレーション・アルバム『Unbreakable: A Retrospective 1990–2006』に収録された。2012年にも再び再結成し、2014年4月に16年ぶり7枚目のアルバム『ドゥ・トゥ・ザ・ビースト』を古巣のサブ・ポップよりリリースし、バンド最高の全米32位にチャートインを果たした。
2017年5月5日、8枚目のアルバム『イン・スペーズ』をリリース。

## ディスコグラフィ

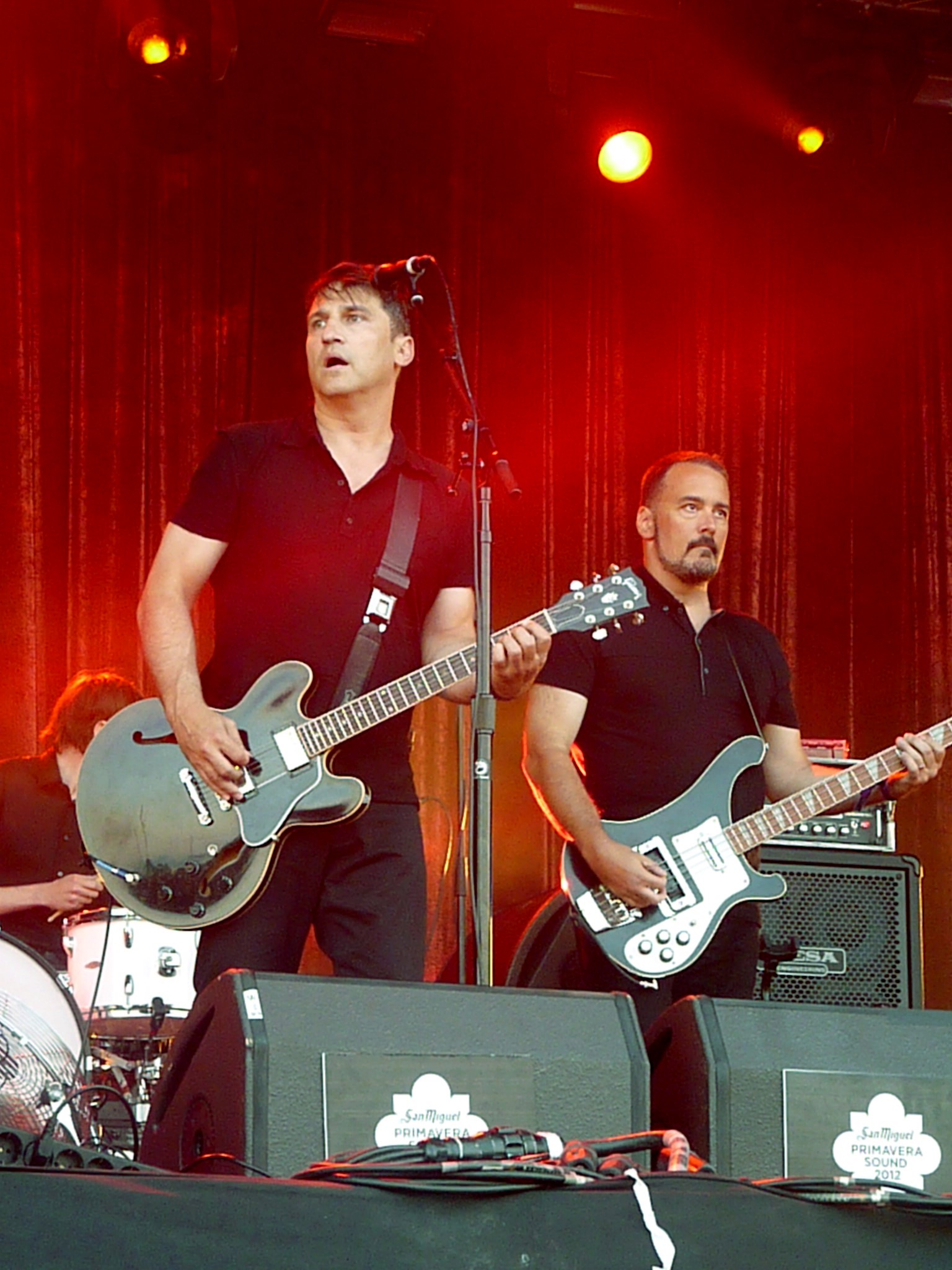
デュリ（左）とカーリー（2012年）

### スタジオ・アルバム
- 『ビッグ・トップ・ハロウィーン』 - Big Top Helloween （1988年）
- 『アップ・イン・イット』 - Up in It （1990年）
- 『コングリゲーション』 - Congregation （1992年）
- 『ジェントルメン』 - Gentlemen （1993年） 全英58位
- 『ブラック・ラヴ』 - Black Love （1996年） 全米79位、全英41位
- 『1965』 （1998年） 全米176位
- 『ドゥ・トゥ・ザ・ビースト』 - Do to the Beast （2014年） 全米32位、全英40位
- 『イン・スペーズ』 - In Spades （2017年） 全米108位、全英55位

### EP
- Uptown Avondale （1992年）
- What Jail Is Like （1994年）
- Honky's Ladder （1996年）
- The B-Sides The Conversation （1994年）
- Bonnie & Clyde （1996年）
- Live at Howlin' Wolf （1998年）

### コンピレーション・アルバム
- Historectomy （1998年）
- Unbreakable: A Retrospective 1990–2006 （2007年）

### シングル
- "I Am the Sticks" / "White Trash Party" （1989年）
- "Sister Brother" （1990年）
- "Retarded" （1990年）
- "My World Is Empty Without You" （1990年）
- "Ornament" （1991年）
- "Turn On The Water" （1992年）
- "Conjure Me" （1992年）
- "Mr. Superlove" （1993年）
- "Gentlemen" （1993年）
- "Debonair" （1994年）
- "What Jail Is Like" （1994年）
- "Going to Town" （1996年）
- "Somethin' Hot" （1998年）
- "66" （1999年）
- "See and Don't See" （2012年）
- "Lovecrimes" （2012年）
- "Algiers" （2014年）